# المجلة العربية لوقاية النبات
المجلة العربية لوقاية النبات هي مجلة علمية محكمة مفتوحة الوصول تصدر عن الجمعية العربية لوقاية النبات. تغطي المجلة جميع جوانب وقاية النبات في العالم العربي. تأسست المجلة عام 1983 وكانت تصدر مطبوعة مرتين سنوياً حتى عام 2012، ومنذ عام 2013 أصبحت تصدر إلكترونياً فقط ثلاث مرات في السنة (أبريل، أغسطس، ديسمبر). تُفهرس المجلة في العديد من قواعد البيانات الأكاديمية الهامة مثل سكوبس (Scopus)، وأغريس (AGRIS)، وCABI، وجوجل سكولار (Google Scholar). كما أنها مصنفة ضمن معامل التأثير العربي.

## التاريخ
بدأت المجلة العربية لوقاية النبات مسيرتها في عام 1983، حيث كانت تصدرها الجمعية العربية لوقاية النبات بشكل مطبوع مرتين كل عام، في شهري يونيو وديسمبر. استمر هذا النظام حتى نهاية عام 2012. مع بداية عام 2013، تحولت المجلة إلى النشر الإلكتروني حصراً، وزادت وتيرة صدورها لتصبح ثلاث مرات سنوياً في أشهر أبريل وأغسطس وديسمبر. يهدف هذا التحول إلى مواكبة التطورات في النشر العلمي وتسهيل الوصول إلى الأبحاث المنشورة.

## الأهداف والنطاق
تهدف المجلة العربية لوقاية النبات إلى نشر الأبحاث العلمية الأصيلة والمقالات المرجعية والمراجعات والاتصالات القصيرة في جميع مجالات وقاية النبات. تشمل المجالات التي تغطيها المجلة علم أمراض النبات، وعلم الحشرات، وعلم النيماتودا، وعلم الأعشاب الضارة، ومبيدات الآفات، والمكافحة البيولوجية للآفات، والمكافحة المتكاملة للآفات، وأمراض النبات الناجمة عن الفيروسات والفطريات والبكتيريا، بالإضافة إلى الحجر الزراعي والجوانب الاقتصادية والبيئية المتعلقة بوقاية النبات في المنطقة العربية.

## الفهرسة والتجريد
تُفهرس المجلة وتُلخص أبحاثها في عدد من قواعد البيانات والفهارس العلمية المرموقة، مما يزيد من انتشارها وتأثيرها. من أبرز هذه القواعد:
- سكوبس (Scopus)[3]
- أغريس (AGRIS)[3]
- CABI[3]
- جوجل سكولار (Google Scholar)[3]
- معامل التأثير العربي (Arab Impact Factor)[5]

## النشر والوصول
تتبع المجلة سياسة الوصول المفتوح، مما يعني أن جميع المقالات المنشورة متاحة مجاناً للقراءة والتنزيل والاستخدام مع الاستشهاد المناسب بالمصدر. تخضع جميع الأبحاث المقدمة لعملية مراجعة الأقران المزدوجة التعمية لضمان جودة وموثوقية المحتوى العلمي المنشور. تلتزم المجلة بأخلاقيات النشر العلمي وتستخدم آليات للكشف عن الانتحال وسوء السلوك الأكاديمي.

## الأهداف
الجمعية تنظيم ثقافي مهني لا يسعى للربح يتكون من علماء ينتمون لمعاهد أكاديمية، وجهات علمية وصناعية عامة وخاصة، وهي تمثل تنوعاً هائلاً لتجمع العلماء المختصين في مجالات وقاية النباتات في العالم العربي أو خارجه. وتعمل الجمعية علي تعزيز الأنشطة البحثية، التعليمية، والإرشادية المتعلقة بالآفات، وتوفير المعلومات المبنية علي أسس علمية للقطاعين العام والخاص، وتعزيز المدارك والوعى بالآفات وآثارها في الأنظمة البيئية المنزرعة والطبيعية. والجمعية عضو مشارك في الجمعية الدولية لعلوم ،(ISPP) والجمعية الدولية لأمراض النبات (IAPPS) وقاية النبات .(MPU) واتحاد أمراض النبات لدول حوض المتوسط
تهدف المجلة إلى:
1. نشر الأبحاث العلمية المبتكرة في مجال وقاية النباتات.
2. تعزيز التبادل العلمي بين الباحثين في الدول العربية.
3. تسليط الضوء على التحديات الزراعية التي تواجه المنطقة العربية والحلول المستدامة.
4. دعم الجهود الرامية إلى تحقيق الأمن الغذائي في المنطقة.